# Fabrikus World
 (janvier 2023).
L'article doit être relu — et modifié si nécessaire — par des contributeurs indépendants pour apporter un regard critique aux contributions effectuées en violation des conditions d'utilisation de Wikipédia, tant sur la forme (notamment concernant le style encyclopédique, la proportionnalité) que sur le fond (la neutralité de point de vue, la qualité et l'indépendance des sources).
Cet article concerne un parc forain fixe français. Pour l'association européenne des parcs de loisirs, voir Europarks.
Ne doit pas être confondu avec Europa-Park.
Fabrikus World, anciennement Europark, situé à Vias à un kilomètre de la mer Méditerranée, est un parc qui s'étend sur sept hectares. Le parc propose également des stands de restauration et une salle d'arcade.

## Histoire
Ouvert en 1985 par Serge Ramoin avec 1,5 hectare, le site se développe et s'étend sur 7 hectares dans les années 2010.
En 2004, Europark installe un parcours de montagnes russes, Euroloop, racheté au parc allemand Spreepark. Cette attraction avait commencé sa carrière au parc Mirapolis,,,,,.
Le parc est le site le plus visité de l'Hérault avec 537 000 visiteurs en 2010 — devant l'Abbatiale de Gellone à St Guilhem (305 000 visiteurs) et l'aquarium Mare Nostrum à Montpellier (305 000 visiteurs) — et 557 050 en 2011.
D'abord prévue pour ouvrir en avril 2012, la zone couverte Europark indoor est inaugurée en août 2012. D'une surface de 3 000 m2, elle comprend une dizaine d'attractions enfantines et un restaurant pour un montant de 1,6 million d'euros.
La fréquentation est de 542 640 en 2014 et 600 000 au milieu des années 2010.
En septembre 2017, une pièce en métal tombe d'une attraction pendant les heures d'ouverture du parc, sans déplorer de blessé,.
Le parc est racheté à Serge Ramoin en février 2021 par la famille Brunet et est rebaptisé Fabrikus World.
Sortie en 2023 sur Prime Vidéo, la série Killer Coaster de Nikola Lange a pour têtes d'affiche Alexandra Lamy et Audrey Lamy. Le tournage de la série a lieu sur le site de Fabrikus World,,.
Le parc est fréquenté par 250 000 visiteurs en 2023.

## Montagnes russes
| Nom       | Type                       | Constructeur | Année |
| --------- | -------------------------- | ------------ | ----- |
| Euroloop  | Montagnes russes assises   | Vekoma       | 2004  |
| Eurospeed | Montagnes russes E-Powered | Mack Rides   | 2009  |
| Pomme     | Montagnes russes junior    | Pinfari      | 2005  |

## Attractions aquatiques
| Nom         | Type          | Constructeur | Année |
| ----------- | ------------- | ------------ | ----- |
| Crazy River | Bûches        | Reverchon    |       |
| Mini Flume  | Bûches junior | Interlink    | 2011  |
| Rio Bravo   | Bouées        | Interlink    | 1999  |

## Autres attractions
- Adrenalyn – Speed de Far Fabbri
- Bumper boat – bateaux tamponneurs
- Frisbee - Pendule de Far Fabbri
- King Tower - Space Shot et Turbo Drop de S&S Worldwide
- Simulateur SD – Cinéma dynamique 4-D de Triotech (en)
- Shake off de Technical Park
- Sky Rider – SkyDiver de Funtime
- Sling Shot - Reverse bungee
- Toboggan
- Trampoline

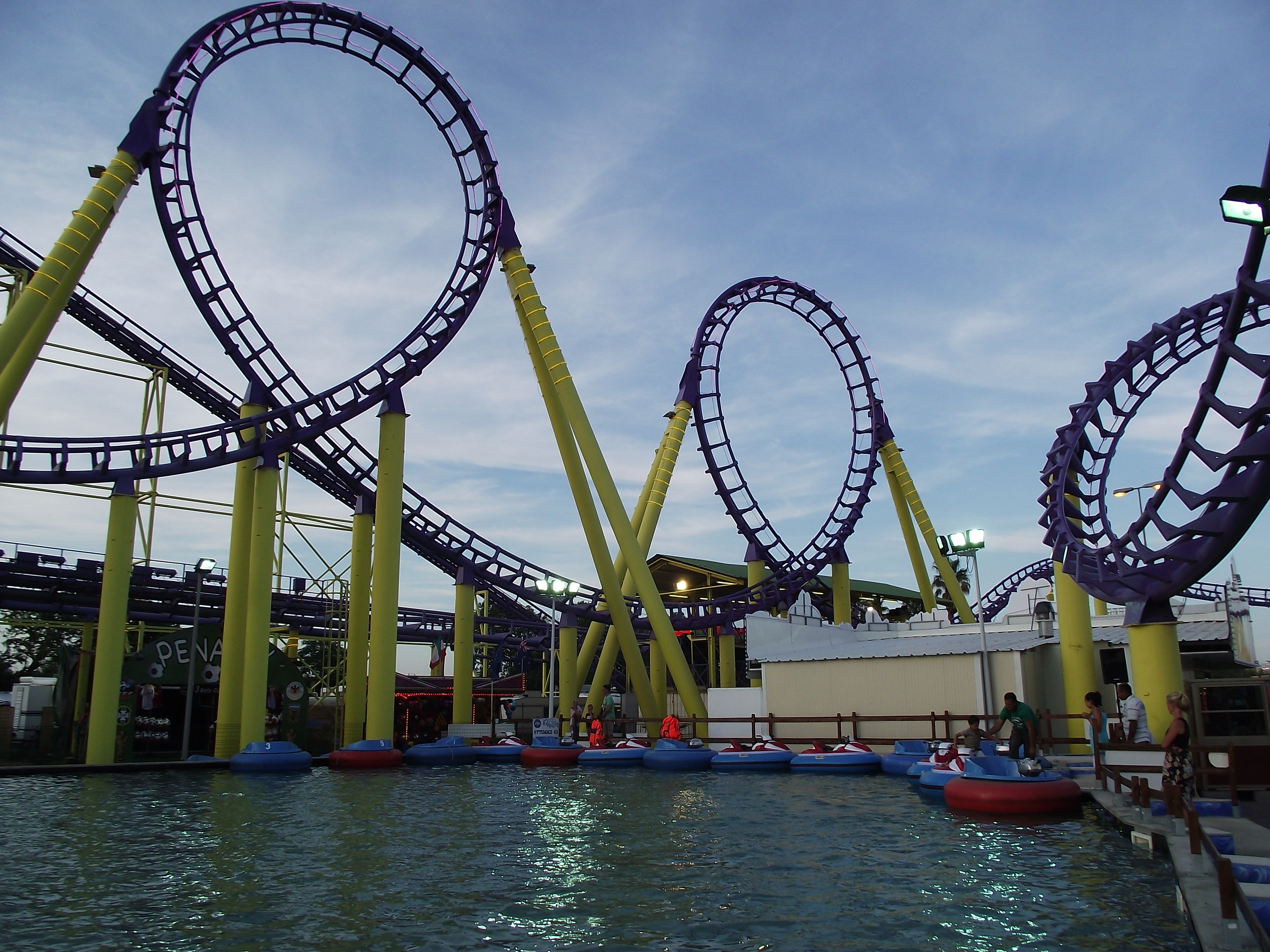
Euroloop
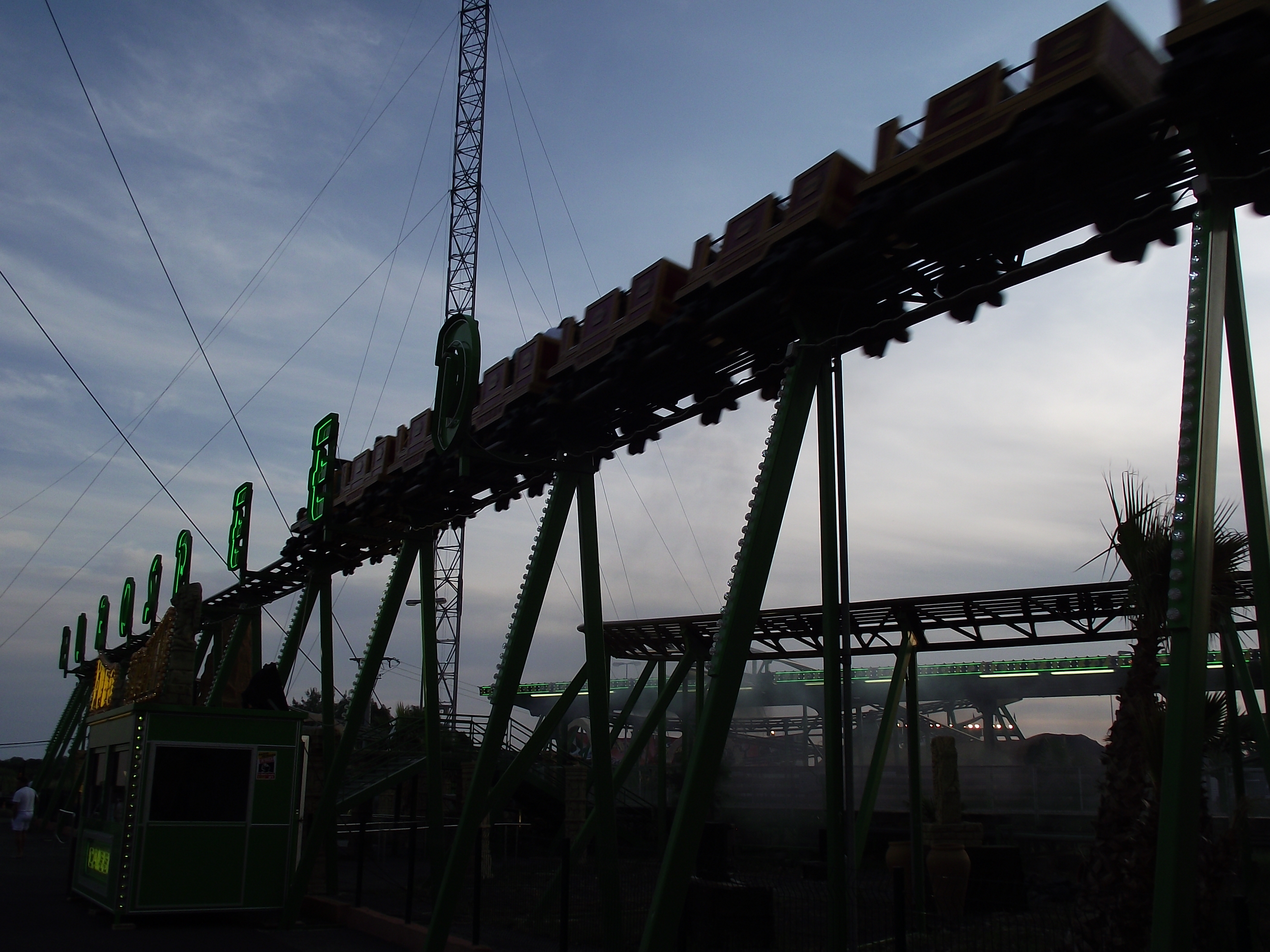
Eurospeed
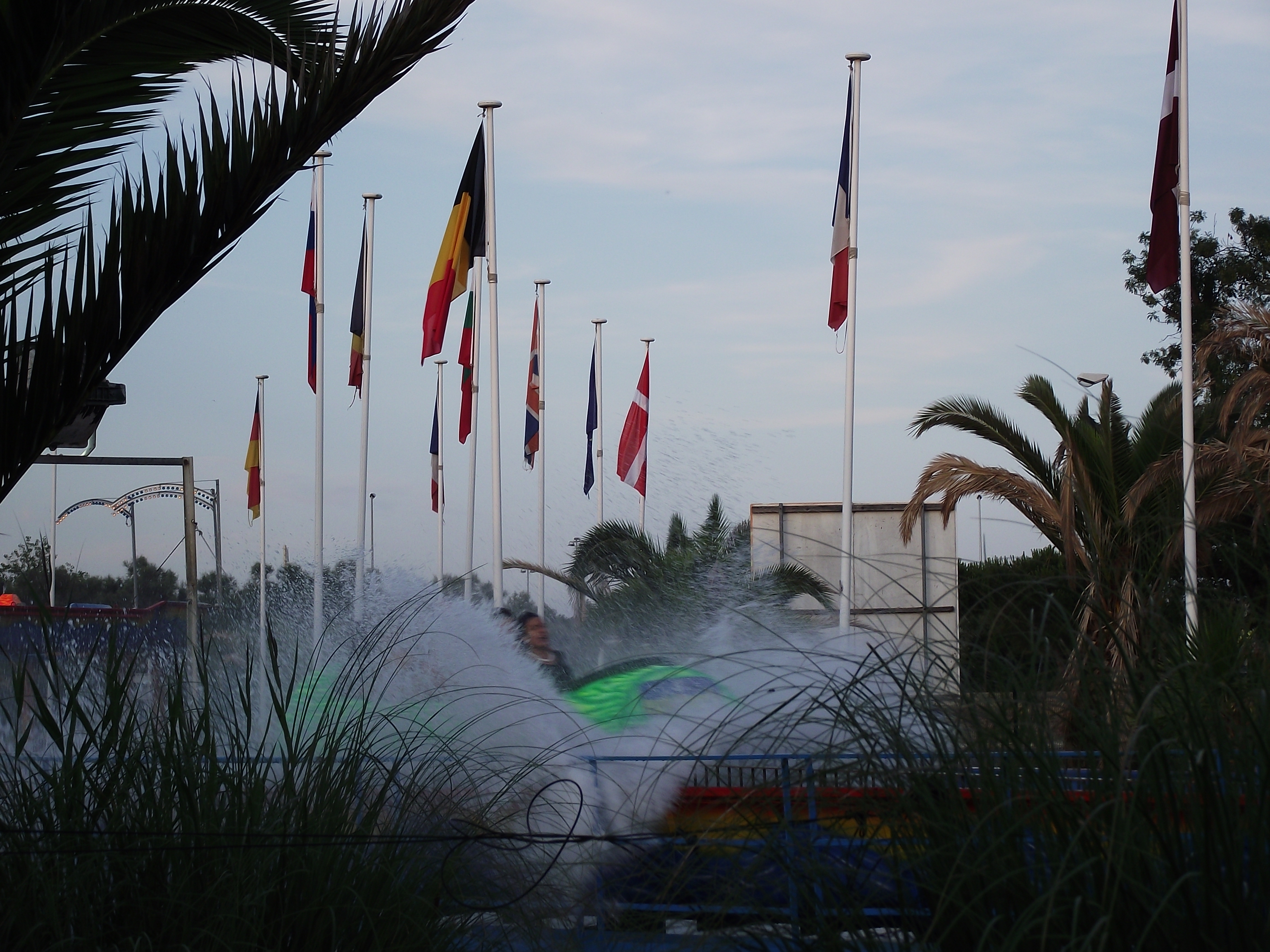
Crazy River
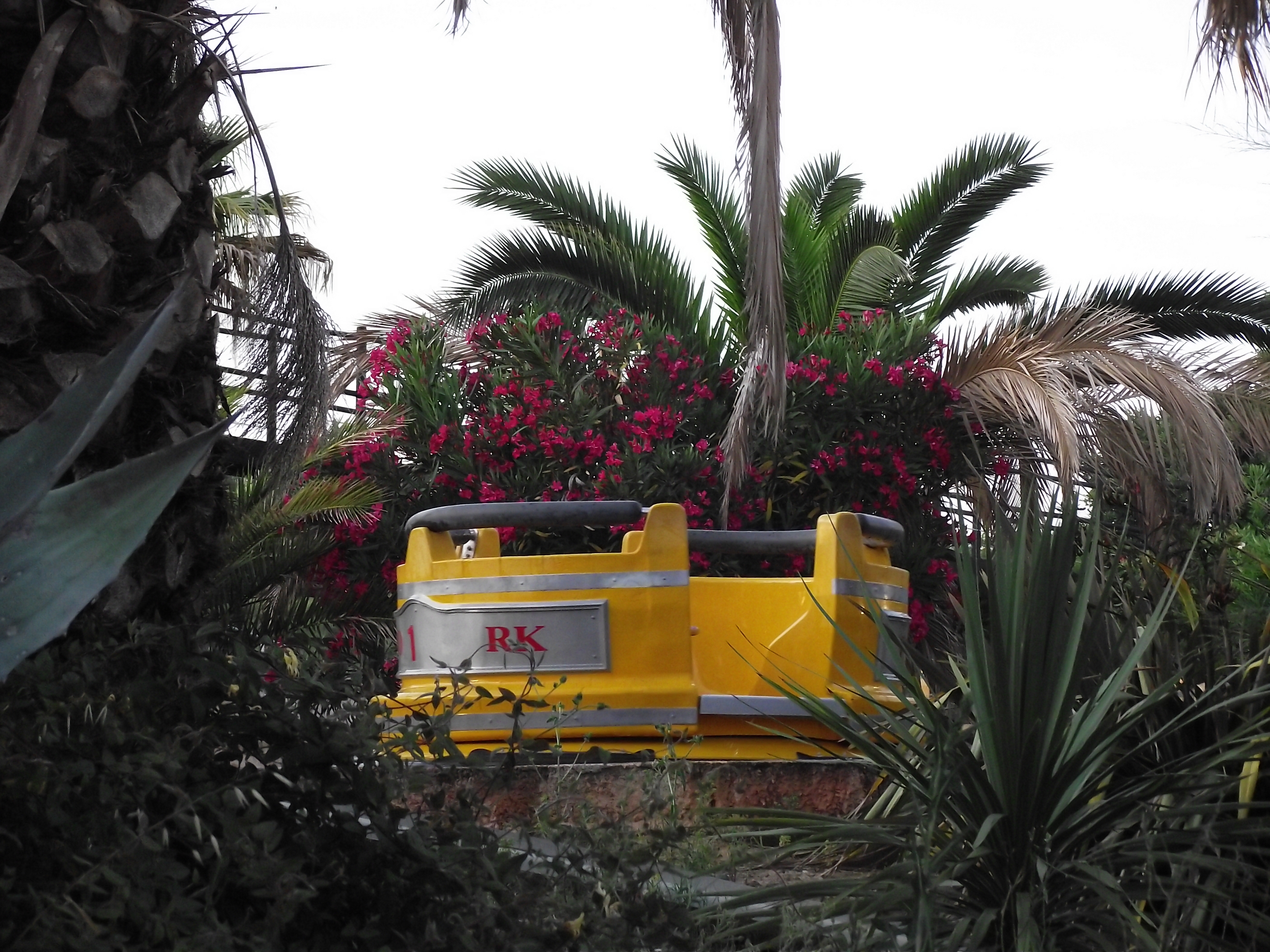
Rio Bravo
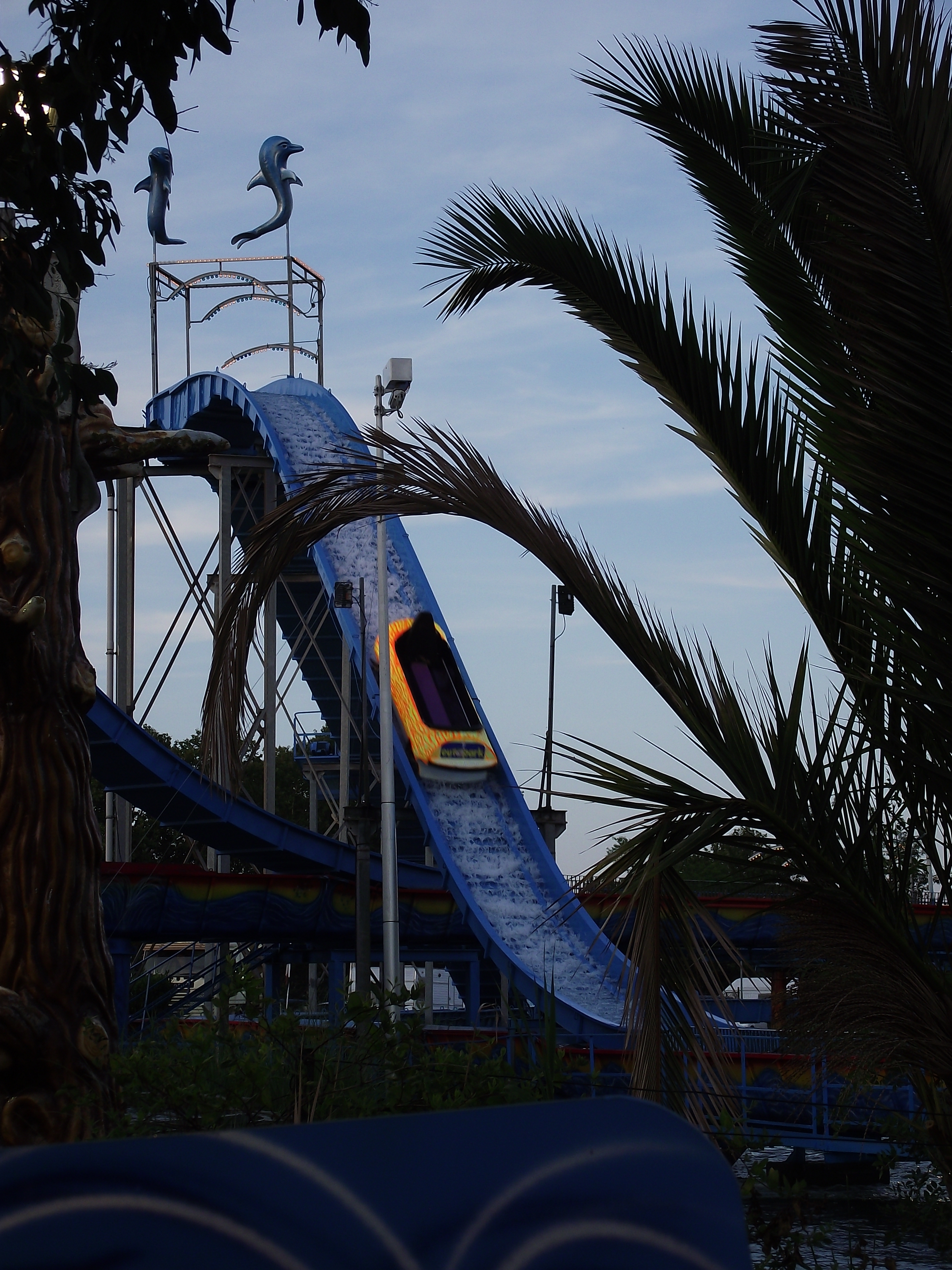
Crazy River
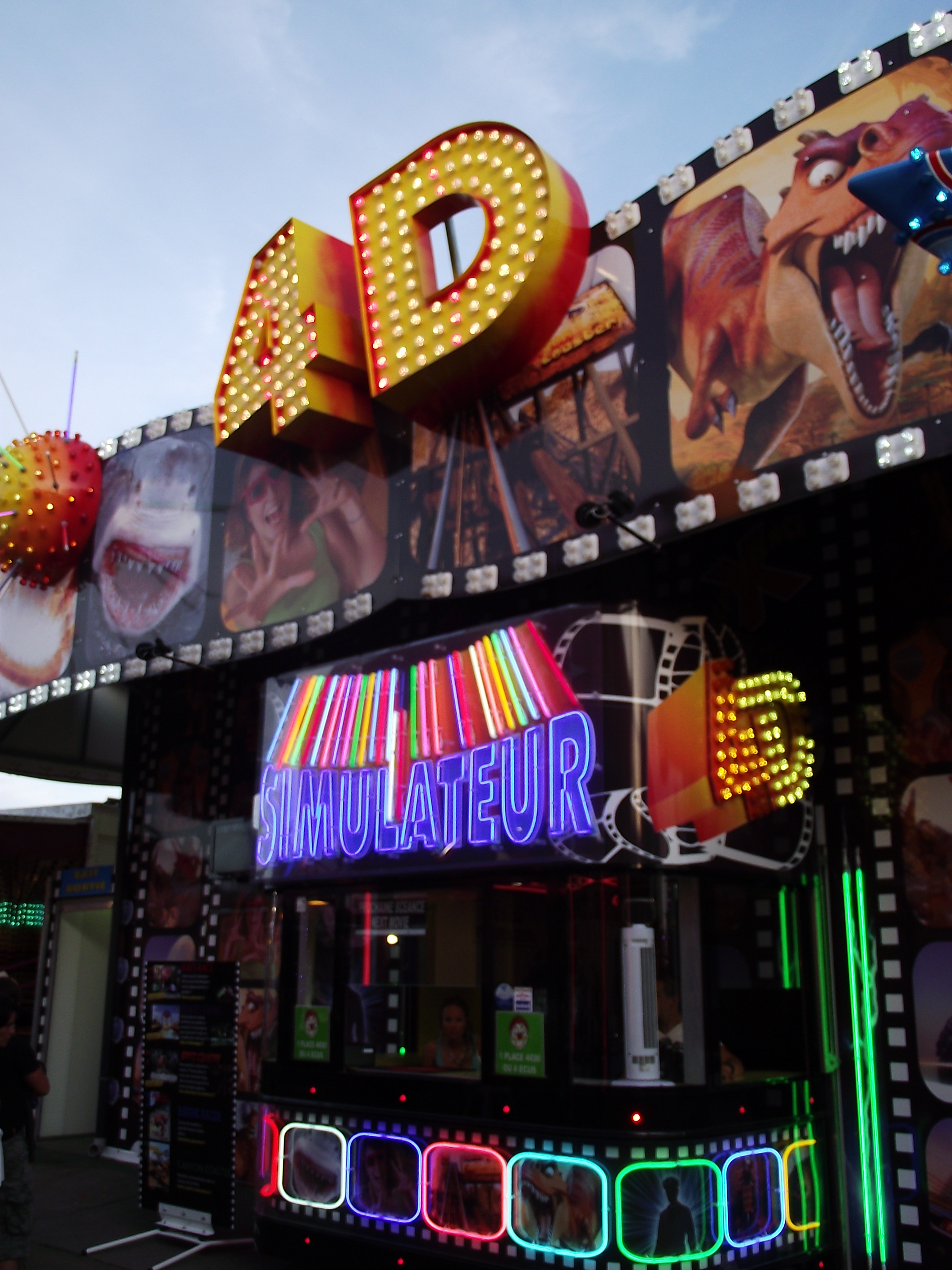
Simulateur.
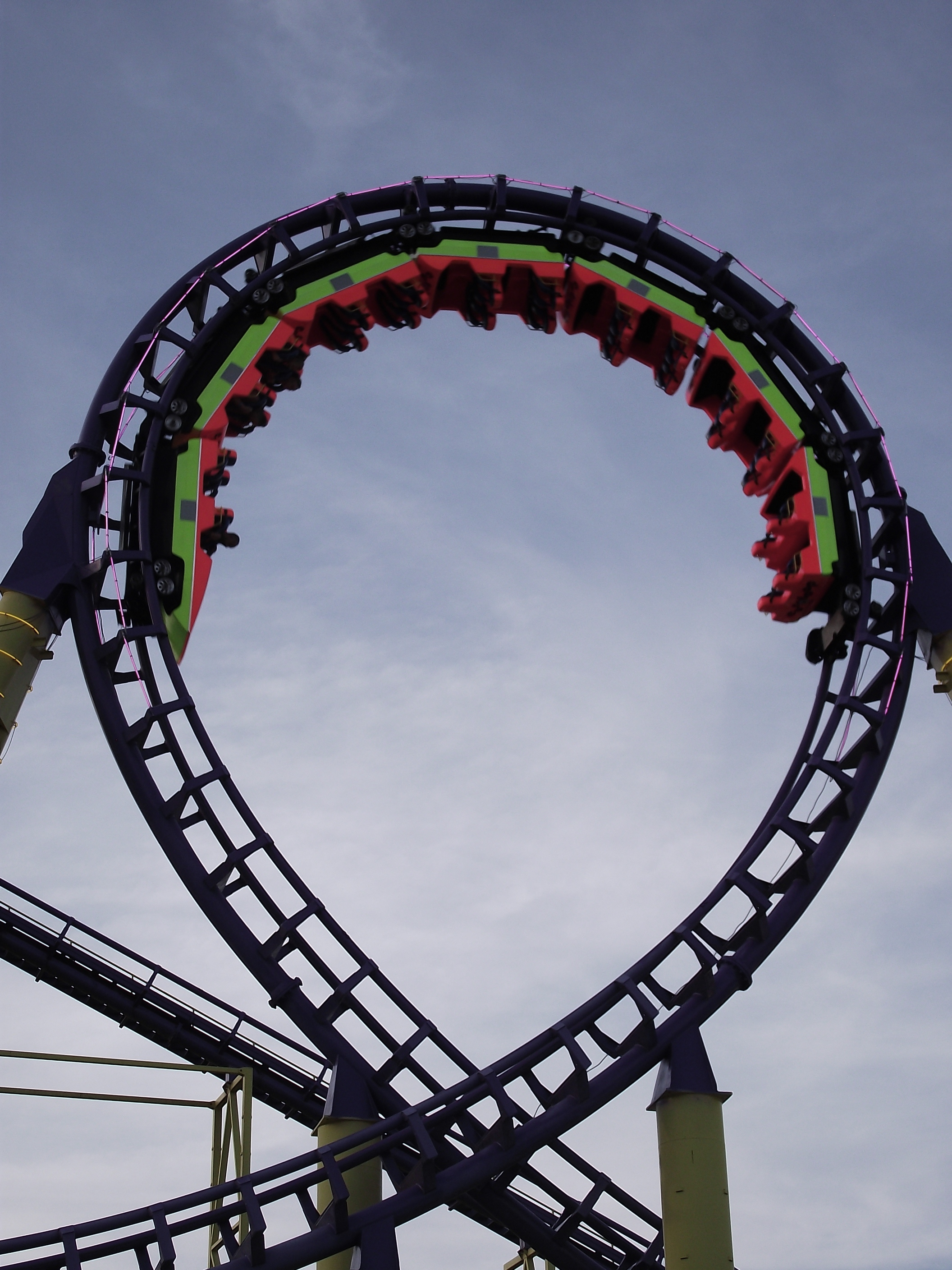
Euroloop